# École nationale supérieure de chimie de Paris
A párizsi École nationale supérieure de chimie de Paris (Chimie Paris, Chimie ParisTech) egy francia grande école és az Université Paris Sciences et Lettres (PSL) alkotó főiskolája.
Az iskola egy kutatóközpont, amely tíz laboratóriumnak ad otthont, amelyek a kémia különböző területein végeznek magas szintű kutatásokat.
A ParisTech szövetség egyik tagja.

## Híres diplomások
- Jacques Bergier, francia-orosz író, újságíró, vegyészmérnök
- Eugène Schueller, francia vegyész